# 阿萨尔
阿萨尔，是匈牙利科马罗姆-埃斯泰尔戈姆州所辖的一个村。总面积18.69平方公里，总人口1968，人口密度105.3人/平方公里（2011年1月1日）。